# Laguépie
Laguépie est une commune française située dans le nord-est du département de Tarn-et-Garonne, en région Occitanie.
Sur le plan historique et culturel, la commune est dans le causse de Caylus, au sud du causse de Limogne, occupant une situation de carrefour à la limite du Quercy et du Rouergue.
Exposée à un climat océanique altéré, elle est drainée par l'Aveyron, le Viaur et par divers autres petits cours d'eau. La commune possède un patrimoine naturel remarquable : un site Natura 2000 (les « vallées du Tarn, de l'Aveyron, du Viaur, de l'Agout et du Gijou »), un espace protégé (le « cours de la Garonne, de l'Aveyron, du Viaur et du Tarn ») et cinq zones naturelles d'intérêt écologique, faunistique et floristique.
Laguépie est une commune rurale qui compte 653 habitants en 2022, après avoir connu un pic de population de 1 520 habitants en 1886. Ses habitants sont appelés les Guépiens ou  Guépiennes.

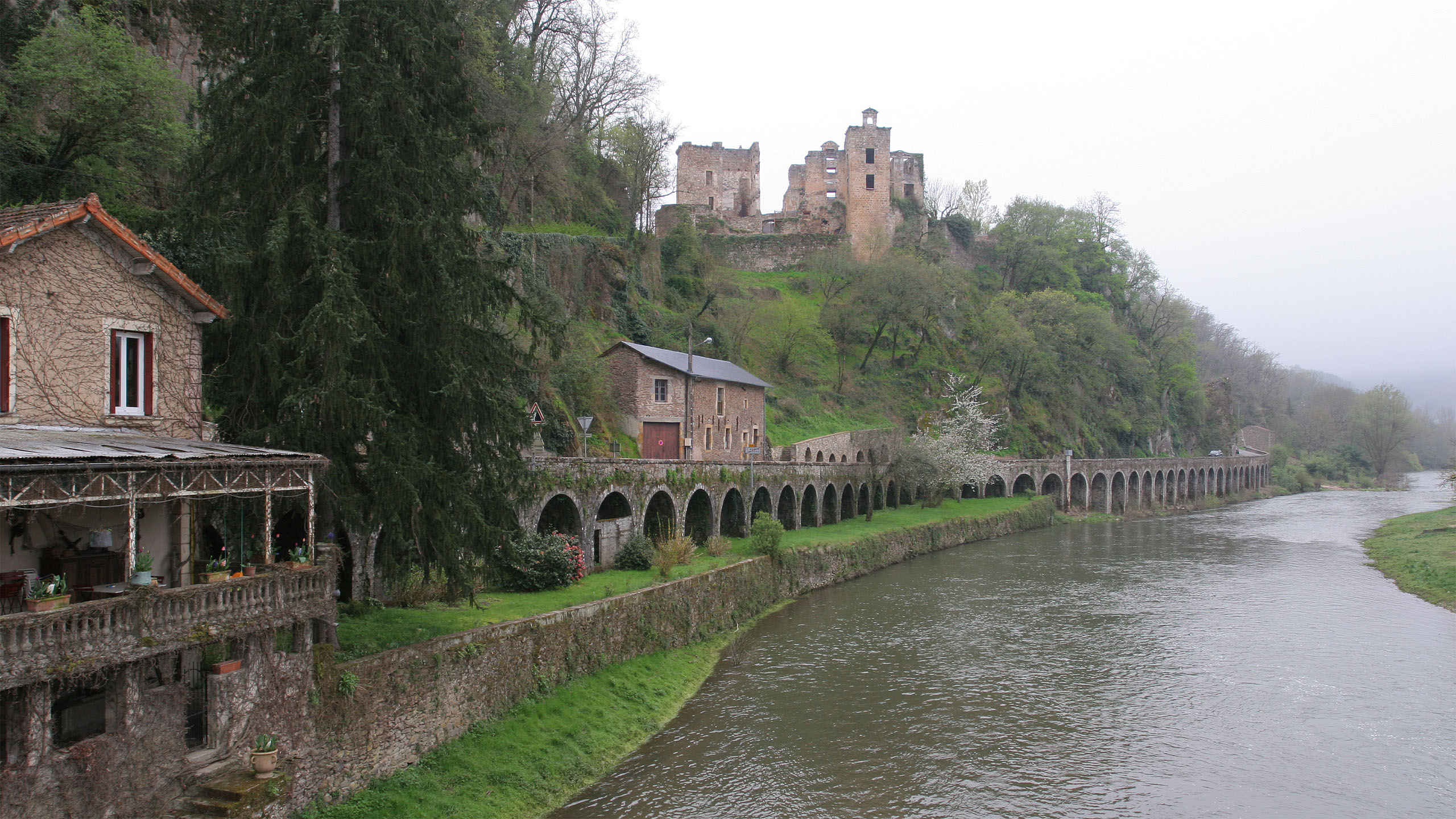
Rives du Viaur et château.

## Géographie

### Localisation
Commune située sur l'ancienne route nationale 122 entre Villefranche-de-Rouergue et Gaillac entre le Viaur et l'Aveyron, limitrophe des départements du Tarn et de l'Aveyron.
Du fait de son positionnement au confluent de deux rivières, Laguépie est sujette aux crues. La dernière a eu lieu en 2018. La crue historique remonte à 2003 et avait atteint plus de 6 m de hauteur.

### Communes limitrophes
Les communes limitrophes sont  Le Riols, Najac, Saint-André-de-Najac, Saint-Martin-Laguépie et Varen.
|                 | Najac (Aveyron)              |                                |
| Varen           | Laguépie                     | Saint-André-de-Najac (Aveyron) |
| Le Riols (Tarn) | Saint-Martin-Laguépie (Tarn) |                                |

### Hameaux
Puech-Mignon...

### Hydrographie

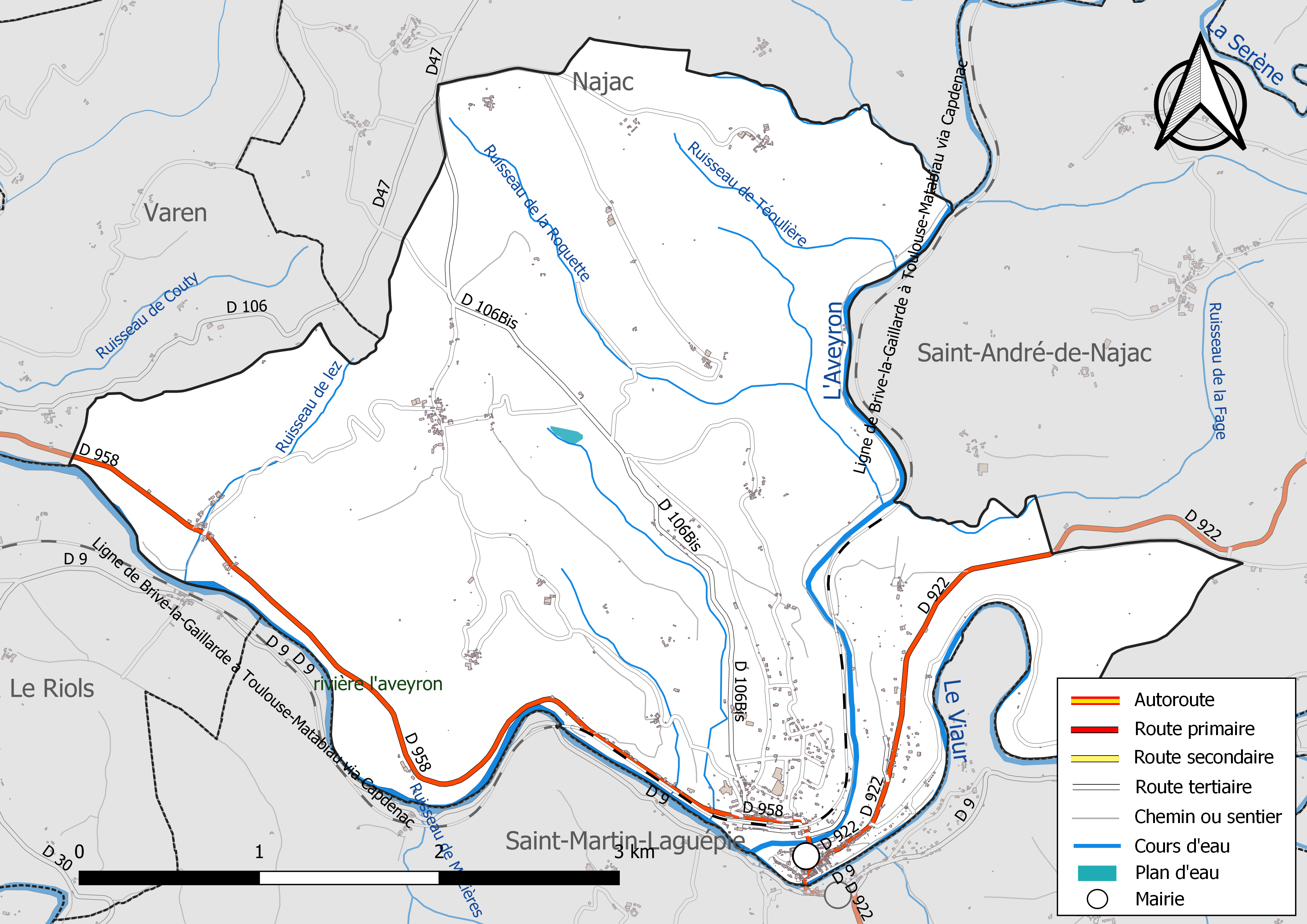
Réseaux hydrographique et routier de Laguépie.

La commune est dans le bassin versant de la Garonne, au sein du bassin hydrographique Adour-Garonne. Elle est drainée par l'Aveyron, le Viaur, le ruisseau de Bonnaval, le ruisseau de la Fage, le ruisseau de la Grelle, le ruisseau de la Roquette, le ruisseau de lez, le ruisseau de Puech Méja, le ruisseau de Téoulière et par deux petits cours d'eau, constituant un réseau hydrographique de 22 km de longueur totale,.
L'Aveyron, d'une longueur totale de 291 km, prend sa source dans la commune de Sévérac d'Aveyron et s'écoule d'est en ouest. Il traverse la commune et se jette dans le Tarn à Barry-d'Islemade, après avoir traversé 60 communes.
Le Viaur, d'une longueur totale de 168 km, prend sa source dans la commune de Vézins-de-Lévézou et s'écoule d'est en ouest. Il se jette dans l'Aveyron sur le territoire communal, après avoir traversé 30 communes.

### Climat
Pour des articles plus généraux, voir Climat de l'Occitanie et Climat de Tarn-et-Garonne.
En 2010, le climat de la commune est de type climat du Bassin du Sud-Ouest, selon une étude du Centre national de la recherche scientifique s'appuyant sur une série de données couvrant la période 1971-2000. En 2020, Météo-France publie une typologie des climats de la France métropolitaine dans laquelle la commune est exposée à un climat océanique altéré et est dans la région climatique Aquitaine, Gascogne, caractérisée par une pluviométrie abondante au printemps, modérée en automne, un faible ensoleillement au printemps, un été chaud (19,5 °C), des vents faibles, des brouillards fréquents en automne et en hiver et des orages fréquents en été (15 à 20 jours).
Pour la période 1971-2000, la température annuelle moyenne est de 13,1 °C, avec une amplitude thermique annuelle de 16,2 °C. Le cumul annuel moyen de précipitations est de 841 mm, avec 10,7 jours de précipitations en janvier et 5,9 jours en juillet. Pour la période 1991-2020, la température moyenne annuelle observée sur la station météorologique de Météo-France la plus proche, « Monteils », sur la commune de Monteils à 15 km à vol d'oiseau, est de 12,8 °C et le cumul annuel moyen de précipitations est de 898,8 mm. 
La température maximale relevée sur cette station est de 41,8 °C, atteinte le 23 août 2023 ; la température minimale est de −15,7 °C, atteinte le 6 février 2012,,.
Les paramètres climatiques de la commune ont été estimés pour le milieu du siècle (2041-2070) selon différents scénarios d'émission de gaz à effet de serre à partir des nouvelles projections climatiques de référence DRIAS-2020. Ils sont consultables sur un site dédié publié par Météo-France en novembre 2022.

### Milieux naturels et biodiversité

#### Espaces protégés
La protection réglementaire est le mode d’intervention le plus fort pour préserver des espaces naturels remarquables et leur biodiversité associée,.
Un  espace protégé est présent sur la commune : 
le « cours de la Garonne, de l'Aveyron, du Viaur et du Tarn », objet d'un arrêté de protection de biotope, d'une superficie de 1 262,3 ha.

#### Réseau Natura 2000

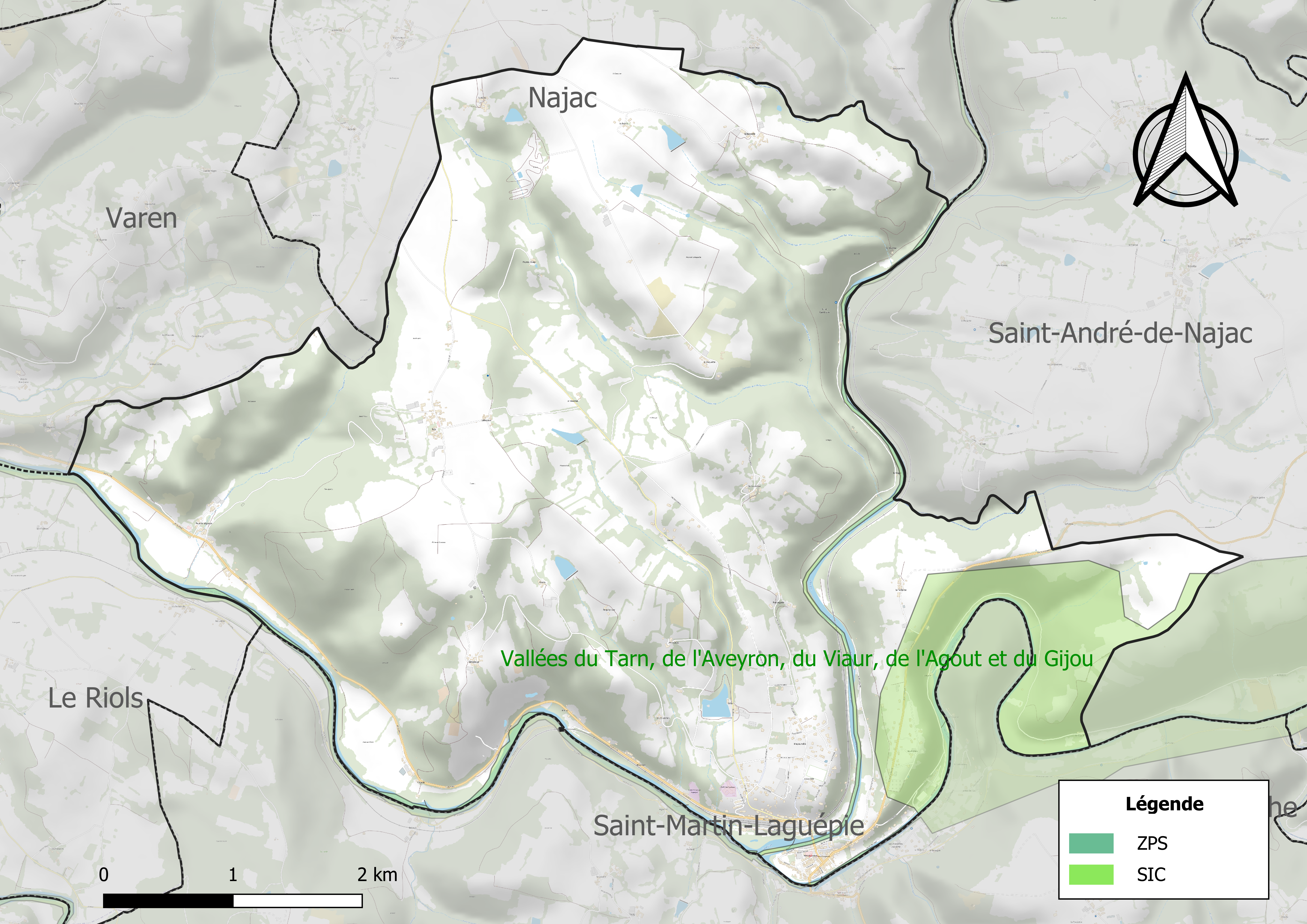
Site Natura 2000 sur le territoire communal.

Le réseau Natura 2000 est un réseau écologique européen de sites naturels d'intérêt écologique élaboré à partir des directives habitats et oiseaux, constitué de zones spéciales de conservation (ZSC) et de zones de protection spéciale (ZPS).
Un site Natura 2000 a été défini sur la commune au titre de la directive habitats : Les « vallées du Tarn, de l'Aveyron, du Viaur, de l'Agout et du Gijou », d'une superficie de 17 144 ha, s'étendant sur 136 communes dont 41 dans l'Aveyron, 8 en Haute-Garonne, 50 dans le Tarn et 37 dans le Tarn-et-Garonne. Elles présentent une très grande diversité d'habitats et d'espèces dans ce vaste réseau de cours d'eau et de gorges. La présence de la Loutre d'Europe et de la moule perlière d'eau douce est également d'un intérêt majeur.

#### Zones naturelles d'intérêt écologique, faunistique et floristique
L’inventaire des zones naturelles d'intérêt écologique, faunistique et floristique (ZNIEFF) a pour objectif de réaliser une couverture des zones les plus intéressantes sur le plan écologique, essentiellement dans la perspective d’améliorer la connaissance du patrimoine naturel national et de fournir aux différents décideurs un outil d’aide à la prise en compte de l’environnement dans l’aménagement du territoire.
Trois ZNIEFF de type 1 sont recensées sur la commune :
- la « basse vallée du Viaur » (3 509 ha), couvrant 11 communes dont cinq dans l'Aveyron, cinq dans le Tarn et une dans le Tarn-et-Garonne[21] ;
- la « forêt de puech Mignon » (204 ha), couvrant 3 communes dont une dans l'Aveyron et deux dans le Tarn-et-Garonne[22] ;
- la « rivière Aveyron » (3 500 ha), couvrant 63 communes dont 38 dans l'Aveyron, cinq dans le Tarn et 20 dans le Tarn-et-Garonne[23] ;

et deux ZNIEFF de type 2, : 
- la « vallée de l' Aveyron » (14 644 ha), couvrant 68 communes dont 41 dans l'Aveyron, cinq dans le Tarn et 22 dans le Tarn-et-Garonne[24] ;
- la « vallée du Viaur et ses affluents » (27 587 ha), couvrant 56 communes dont 45 dans l'Aveyron, dix dans le Tarn et une dans le Tarn-et-Garonne[25].

Carte des ZNIEFF de type 1 et 2 à Laguépie.
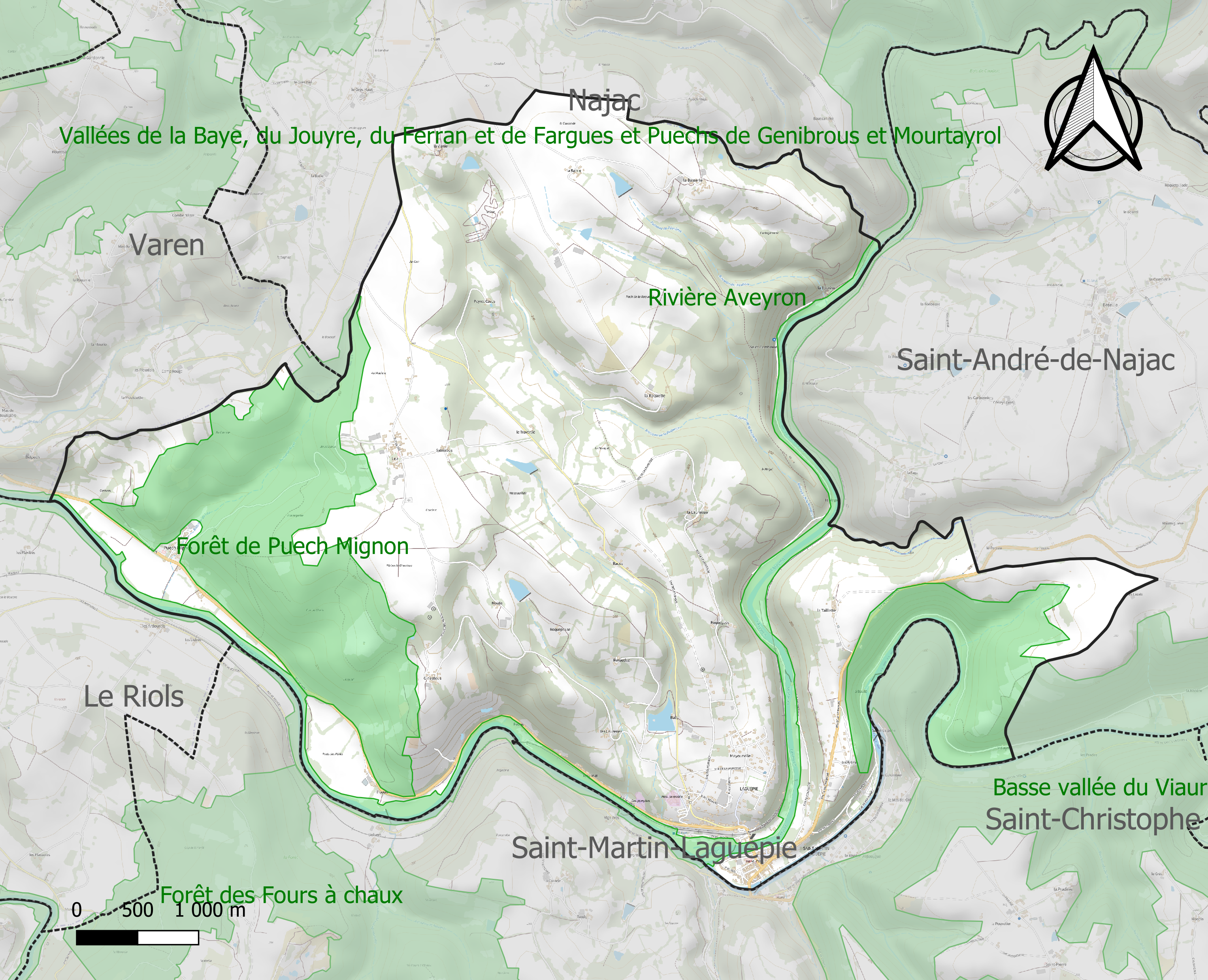
Carte des ZNIEFF de type 1 sur la commune.
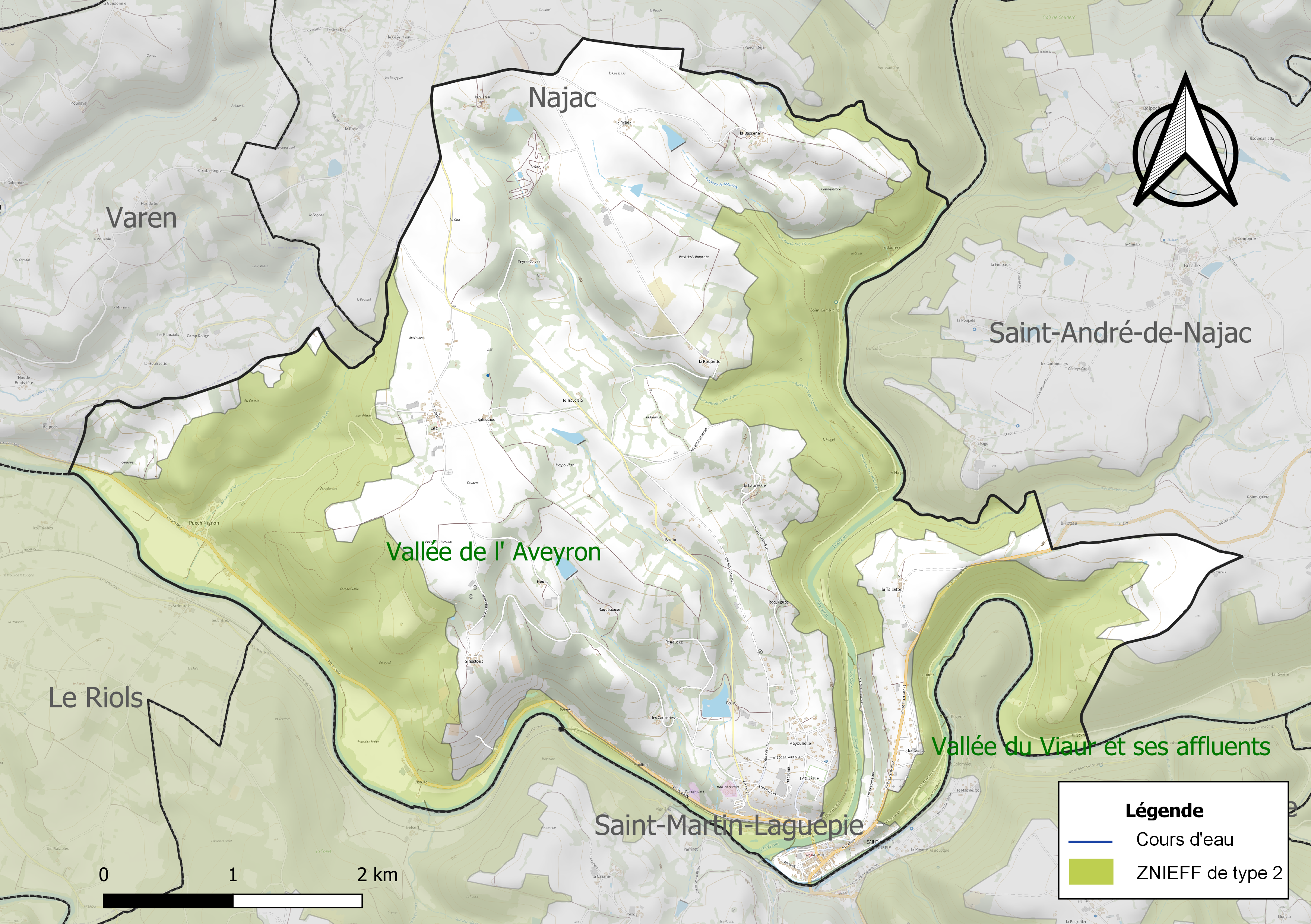
Carte des ZNIEFF de type 2 sur la commune.

## Urbanisme

### Typologie
Au 1er janvier 2024, Laguépie est catégorisée commune rurale à habitat dispersé, selon la nouvelle grille communale de densité à sept niveaux définie par l'Insee en 2022.
Elle est située hors unité urbaine et hors attraction des villes,.

### Occupation des sols
L'occupation des sols de la commune, telle qu'elle ressort de la base de données européenne d’occupation biophysique des sols Corine Land Cover (CLC), est marquée par l'importance des territoires agricoles (55,3 % en 2018), une proportion sensiblement équivalente à celle de 1990 (54,9 %). La répartition détaillée en 2018 est la suivante : 
forêts (41,2 %), zones agricoles hétérogènes (31,9 %), prairies (23,4 %), zones urbanisées (3,6 %). L'évolution de l’occupation des sols de la commune et de ses infrastructures peut être observée sur les différentes représentations cartographiques du territoire : la carte de Cassini (XVIIIe siècle), la carte d'état-major (1820-1866) et les cartes ou photos aériennes de l'IGN pour la période actuelle (1950 à aujourd'hui).

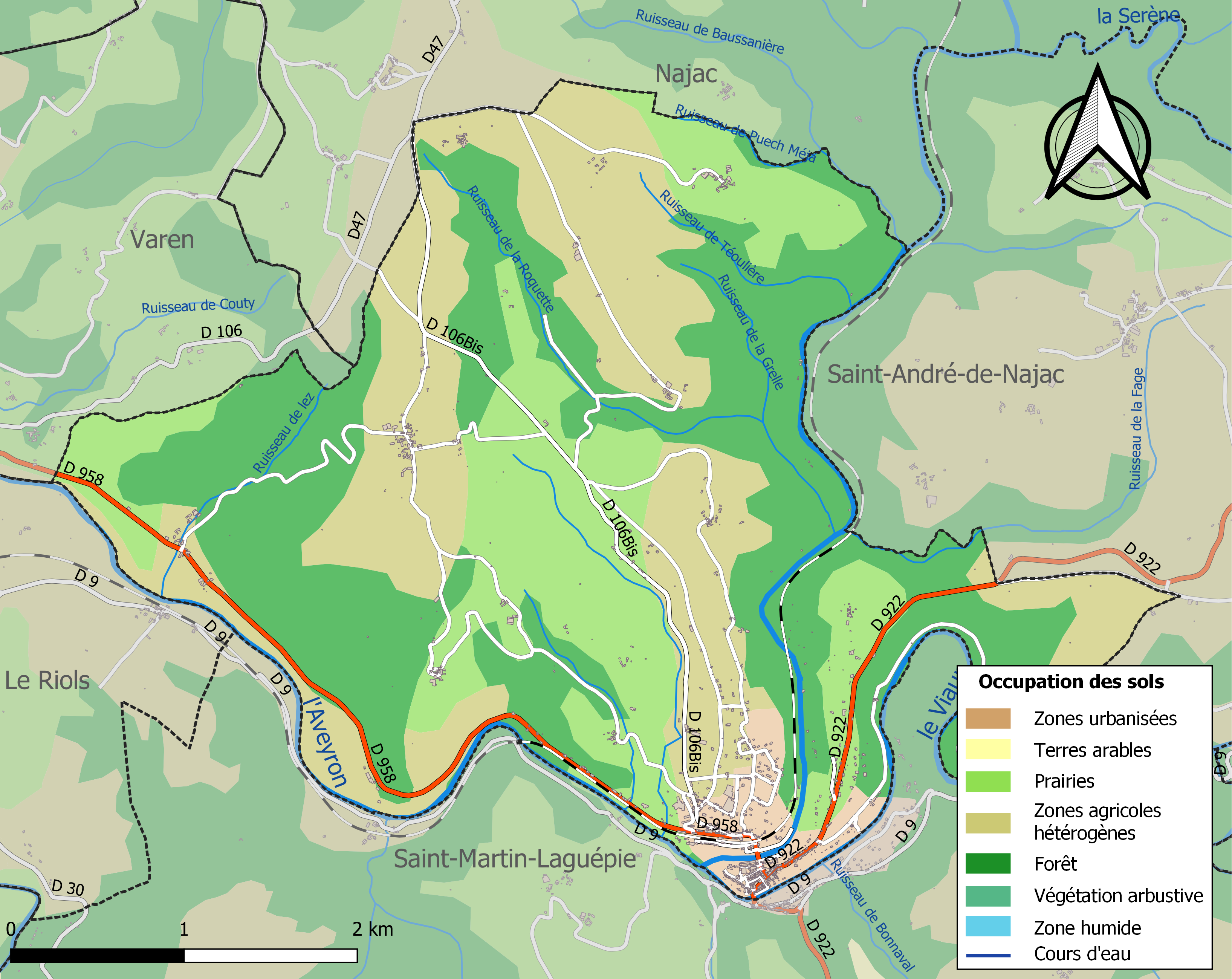
Carte des infrastructures et de l'occupation des sols de la commune en 2018 (CLC).

### Voies routières
Laguépie est traversée par les routes départementales D922 (du Lot près de Figeac jusqu'à Gaillac), D958 (de Montauban à Laguépie) et D106bis (du Grès Haut, lieu-dit de la commune de Najac, à Laguépie).
Une véloroute inachevée, la véloroute « Vallée et gorges de l'Aveyron », doit relier Montauban à Laguépie en 81,9 km. Toutefois, le tronçon des gorges de l'Aveyron (23 km) est difficile et non sécurisé.

### Transports en commun

#### Cars
Quatre lignes de transport scolaire sont gérées par la région Occitanie :
- de Laguépie à Caussade, pour les maternelles et primaires
- de Laguépie à Caussade, pour les lycéens
- à l'intérieur de Laguépie
- de Laguépie à Montauban.

Laguépie n'est pas desservie par les lignes de car régulières liO de la région Occitanie.
De 1938 à 1972, un autocar privé reliait Montauban à Laguépie. Le lundi, l'autocar amenait les usagers au marché de Caussade; les mardi, mercredi, jeudi, c'était Montauban, et le vendredi, Carmaux. Les fins de semaine, l'autocar transportait les jeunes au football, aux fêtes environnantes.

#### Rail
La gare de Laguépie est une halte voyageurs du réseau TER Occitanie, desservie par des trains express régionaux des relations : Aurillac - Figeac - Toulouse (ligne 3) et Albi-Ville - Gaillac - Figeac (ligne 4).
Cette ligne a ouvert (depuis Lexos) en 1858 jusqu'à Capdenac, en 1862 jusqu'à Brive, en 1864 jusqu'à Toulouse.
De 1858 à 1955, la ligne de Lexos à Montauban permettait également d'aller en train jusqu'à Montauban.
Le lundi 28 octobre 1895, vers 10 h 15, une collision a eu lieu entre deux trains sur la voie unique entre Lexos et Laguépie. Les chiffres oscillent entre une quinzaine et une quarantaine de blessés, dont certains gravement. Le train en provenance de Paris contenait notamment trois députés socialistes se rendant à Carmaux (Tarn) pour la grève des verriers, dont Jean Jaurès, député de Carmaux depuis 1893.

### Risques majeurs
Le territoire de la commune de Laguépie est vulnérable à différents aléas naturels : météorologiques (tempête, orage, neige, grand froid, canicule ou sécheresse), inondations, feux de forêts, mouvements de terrains et séisme (sismicité très faible). Il est également exposé à deux risques technologiques, le transport de matières dangereuses et la rupture d'un barrage, et à un risque particulier : le risque de radon. Un site publié par le BRGM permet d'évaluer simplement et rapidement les risques d'un bien localisé soit par son adresse soit par le numéro de sa parcelle.

#### Risques naturels
Certaines parties du territoire communal sont susceptibles d’être affectées par le risque d’inondation par débordement de cours d'eau, notamment l'Aveyron et le Viaur. La cartographie des zones inondables en ex-Midi-Pyrénées réalisée dans le cadre du XIe Contrat de plan État-région, visant à informer les citoyens et les décideurs sur le risque d’inondation, est accessible sur le site de la DREAL Occitanie. La commune a été reconnue en état de catastrophe naturelle au titre des dommages causés par les inondations et coulées de boue survenues en 1982, 1999, 2003 et 2021,.
Laguépie est exposée au risque de feu de forêt du fait de la présence sur son territoire . Le département de Tarn-et-Garonne présentant toutefois globalement un niveau d’aléa moyen à faible très localisé, aucun Plan départemental de protection des forêts contre les risques d’incendie de forêt (PFCIF) n'a été élaboré. Le débroussaillement aux abords des maisons constitue l’une des meilleures protections pour les particuliers contre le feu,.

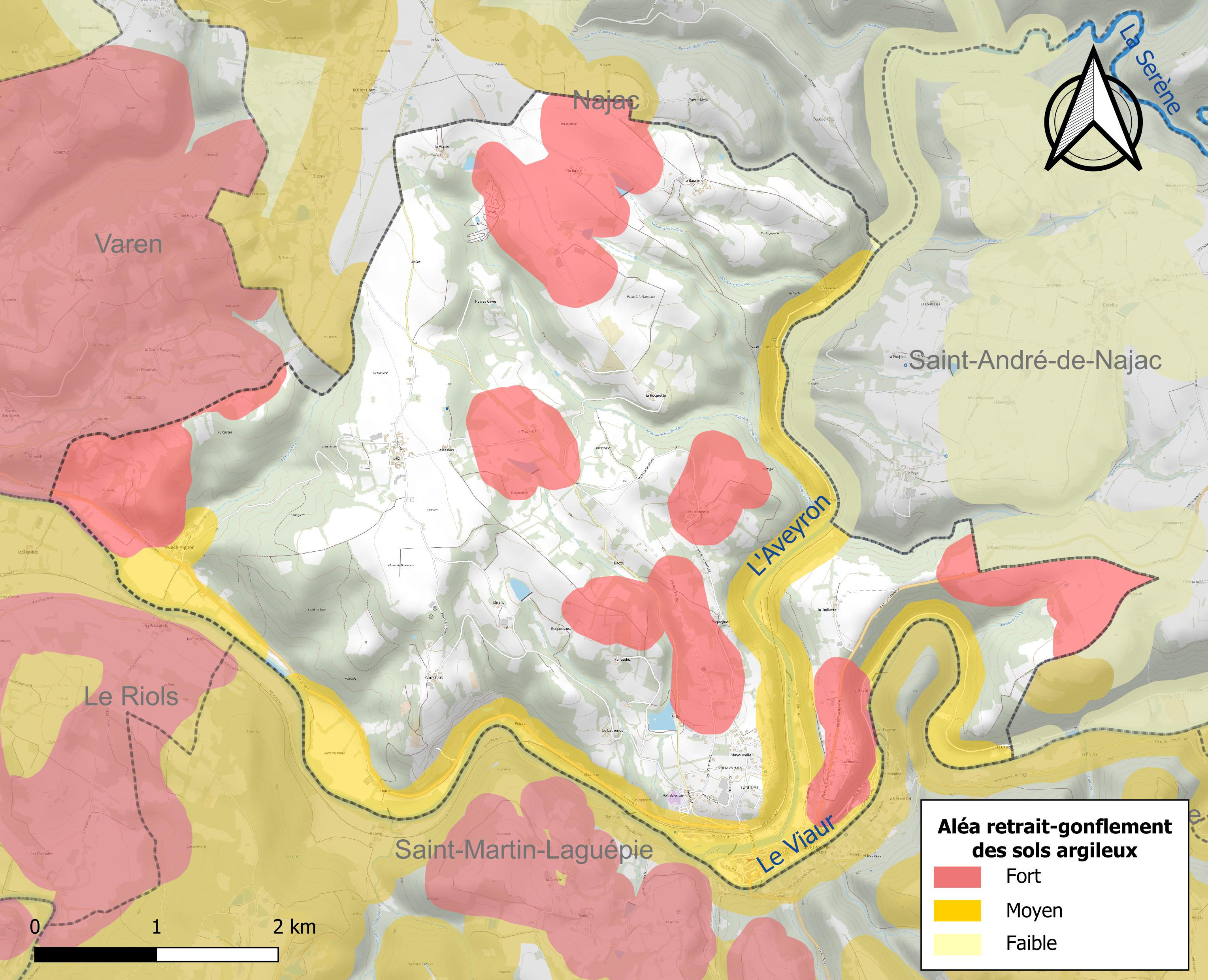
Carte des zones d'aléa retrait-gonflement des sols argileux de Laguépie.

Les mouvements de terrains susceptibles de se produire sur la commune sont des tassements différentiels.
Le retrait-gonflement des sols argileux est susceptible d'engendrer des dommages importants aux bâtiments en cas d’alternance de périodes de sécheresse et de pluie. 37 % de la superficie communale est en aléa moyen ou fort (92 % au niveau départemental et 48,5 % au niveau national). Sur les 493 bâtiments dénombrés sur la commune en 2019, 329 sont en aléa moyen ou fort, soit 67 %, à comparer aux 96 % au niveau départemental et 54 % au niveau national. Une cartographie de l'exposition du territoire national au retrait gonflement des sols argileux est disponible sur le site du BRGM,.
Par ailleurs, afin de mieux appréhender le risque d’affaissement de terrain, l'inventaire national des cavités souterraines permet de localiser celles situées sur la commune.
Concernant les mouvements de terrains, la commune a été reconnue en état de catastrophe naturelle au titre des dommages causés par la sécheresse en 1989, 1991, 2003, 2005 et 2007 et par des mouvements de terrain en 1999.

#### Risques technologiques
Le risque de transport de matières dangereuses sur la commune est lié à sa traversée par des infrastructures routières ou ferroviaires importantes ou la présence d'une canalisation de transport d'hydrocarbures. Un accident se produisant sur de telles infrastructures est susceptible d’avoir des effets graves sur les biens, les personnes ou l'environnement, selon la nature du matériau transporté. Des dispositions d’urbanisme peuvent être préconisées en conséquence.
La commune est en outre située en aval des barrages de Pareloup et de Pont-de-Salars, des ouvrages de classe A, dans l'Aveyron et disposant d'une retenue de respectivement de 169 et 20,6 millions de mètres cubes,. À ce titre elle est susceptible d’être touchée par l’onde de submersion consécutive à la rupture d'un de ces ouvrages.

#### Risque particulier
Dans plusieurs parties du territoire national, le radon, accumulé dans certains logements ou autres locaux, peut constituer une source significative d’exposition de la population aux rayonnements ionisants. Certaines communes du département sont concernées par le risque radon à un niveau plus ou moins élevé. Selon la classification de 2018, la commune de Laguépie est classée en zone 3, à savoir zone à potentiel radon significatif.

## Toponymie
En occitan, le nom de la commune est La Guépia.

## Histoire
Laguépie est un village très ancien dont les origines remontent peut-être à l'époque romaine. Le village voit le jour entre 1251 et 1261. Laguépie s'est considérablement développée au Moyen Âge, sur les deux rives du Viaur, ne formant qu'une seule communauté
Laguépie faisait partie de la province du Rouergue. Lors de la création des départements français en 1790, elle est rattachée au département de l'Aveyron.
Avant 1806, l'ancienne commune éphémère de Puech-Mignon est rattachée à Laguépie.
En 1808, la région de Saint-Antonin, Laguépie et Parisot fut détachée de l'Aveyron pour contribuer à la formation du nouveau département de Tarn-et-Garonne.
Le régime de Vichy applique sa politique rapidement, y compris dans le domaine du symbolique et des noms de rue allant à l’encontre de ses valeurs. Une campagne est menée par l’hebdomadaire Gringoire : utilisant diffamation et l’intoxication, donnant aussi une grande publicité aux dégradations de plaques et aux lettres de lecteurs signalant les plaques indésirables, ce qui permet au secrétaire d’État à l’Intérieur Marcel Peyrouton de prendre une circulaire le 22 octobre 1940 poussant à la chasse aux noms de rues contraires à l’idéologie vichyste : « il est inconvenant […] que cette manière d’hommage public continue à être rendu à la mémoire de ceux qui par leurs erreurs ou leurs fautes ont contribué à précipiter notre patrie dans la ruine ». C’est le seul cas où l’État français a mené une épuration odonymique. La commune de Laguépie choisit de débaptiser toutes ses rues, que le nom soit anodin, républicain ou autre.

## Politique et administration
| Période                                  | Période   | Identité           | Étiquette          | Qualité                              |
| ---------------------------------------- | --------- | ------------------ | ------------------ | ------------------------------------ |
| Les données manquantes sont à compléter. |           |                    |                    |                                      |
| 1905                                     | 1906      | Henri Bes          |                    |                                      |
| 1906                                     | 1907      | Molinier           |                    |                                      |
| 1907                                     | 1912      | Jean Cathala       |                    |                                      |
| 1912                                     | 1947      | Léon Mercadier     | PCF puis DVG       | Artisan                              |
| 1947                                     | 1953      | Albéric Icher      | Radical Socialiste |                                      |
| 1953                                     | 1965      | Jean Portes        |                    |                                      |
| 1965                                     | 1971      | Gilbert Regouard   |                    |                                      |
| 1971                                     | 1983      | Élie Bories        | UDF                | Conseiller général                   |
| 1983                                     | 2001      | Marcel Mercadier   |                    |                                      |
| mars 2001                                | mars 2014 | Jacques Alaux      |                    |                                      |
| mars 2014                                | mai 2020  | Ghislaine Martinez |                    |                                      |
| mai 2020                                 | En cours  | Emmanuel Cros      | DVG                | Conseiller départemental depuis 2021 |

## Démographie
L'évolution du nombre d'habitants est connue à travers les recensements de la population effectués dans la commune depuis 1793. Pour les communes de moins de 10 000 habitants, une enquête de recensement portant sur toute la population est réalisée tous les cinq ans, les populations de référence des années intermédiaires étant quant à elles estimées par interpolation ou extrapolation. Pour la commune, le premier recensement exhaustif entrant dans le cadre du nouveau dispositif a été réalisé en 2006.

En 2022, la commune comptait 653 habitants, en évolution de +7,58 % par rapport à 2016 (Tarn-et-Garonne : +3,12 %, France hors Mayotte : +2,11 %).
| 1793 | 1800 | 1806  | 1821  | 1831  | 1836  | 1841  | 1846  | 1851  |
| ---- | ---- | ----- | ----- | ----- | ----- | ----- | ----- | ----- |
| 490  | 485  | 1 003 | 1 021 | 1 099 | 1 196 | 1 178 | 1 165 | 1 186 |

| 1856  | 1861  | 1866  | 1872  | 1876  | 1881  | 1886  | 1891  | 1896  |
| ----- | ----- | ----- | ----- | ----- | ----- | ----- | ----- | ----- |
| 1 154 | 1 209 | 1 350 | 1 380 | 1 461 | 1 471 | 1 520 | 1 350 | 1 280 |

| 1901  | 1906  | 1911  | 1921 | 1926  | 1931  | 1936  | 1946  | 1954  |
| ----- | ----- | ----- | ---- | ----- | ----- | ----- | ----- | ----- |
| 1 208 | 1 162 | 1 122 | 988  | 1 015 | 1 058 | 1 071 | 1 128 | 1 084 |

| 1962 | 1968  | 1975 | 1982 | 1990 | 1999 | 2006 | 2011 | 2016 |
| ---- | ----- | ---- | ---- | ---- | ---- | ---- | ---- | ---- |
| 991  | 1 016 | 925  | 872  | 787  | 720  | 727  | 681  | 607  |

| 2021 | 2022 | - | - | - | - | - | - | - |
| ---- | ---- | - | - | - | - | - | - | - |
| 637  | 653  | - | - | - | - | - | - | - |

## Écologie
En 2018, la commune a obtenu le label Pavillon bleu, qui récompense la bonne gestion des déchets et la qualité des eaux.

## Économie

### Revenus
En 2018, la commune compte 304 ménages fiscaux, regroupant 557 personnes. La médiane du revenu disponible par unité de consommation est de 18 680 € (20 140 € dans le département).

### Emploi
|                | 2008   | 2013   | 2018   |
| -------------- | ------ | ------ | ------ |
| Commune        | 10,4 % | 9,8 %  | 9,2 %  |
| Département    | 8,4 %  | 10,2 % | 10,3 % |
| France entière | 8,3 %  | 10 %   | 10 %   |

En 2018, la population âgée de 15 à 64 ans s'élève à 313 personnes, parmi lesquelles on compte 67,3 % d'actifs (58 % ayant un emploi et 9,2 % de chômeurs) et 32,7 % d'inactifs,. En  2018, le taux de chômage communal (au sens du recensement) des 15-64 ans est inférieur à celui de la France et du département, alors qu'en 2008 la situation était inverse.
La commune est hors attraction des villes,. Elle compte 279 emplois en 2018, contre 346 en 2013 et 316 en 2008. Le nombre d'actifs ayant un emploi résidant dans la commune est de 184, soit un indicateur de concentration d'emploi de 152 % et un taux d'activité parmi les 15 ans ou plus de 37,6 %.
Sur ces 184 actifs de 15 ans ou plus ayant un emploi, 120 travaillent dans la commune, soit 65 % des habitants. Pour se rendre au travail, 66,8 % des habitants utilisent un véhicule personnel ou de fonction à quatre roues, 0,5 % les transports en commun, 19,5 % s'y rendent en deux-roues, à vélo ou à pied et 13 % n'ont pas besoin de transport (travail au domicile).

### Activités hors agriculture

#### Secteurs d'activités
80 établissements sont implantés  à Laguépie au 31 décembre 2019. Le tableau ci-dessous en détaille le nombre par secteur d'activité et compare les ratios avec ceux du département,.
| Secteur d'activité                                                                                        | Commune | Commune | Département |
| Secteur d'activité                                                                                        | Nombre  | %       | %           |
| --- | ------- | ------- | ----------- |
| Ensemble                                                                                                  | 80      |         |             |
| Industrie manufacturière, industries extractives et autres                                                | 11      | 13,8 %  | (9,6 %)     |
| Construction                                                                                              | 12      | 15 %    | (14,9 %)    |
| Commerce de gros et de détail, transports, hébergement et restauration                                    | 28      | 35 %    | (29,7 %)    |
| Activités financières et d'assurance                                                                      | 4       | 5 %     | (3,4 %)     |
| Activités spécialisées, scientifiques et techniques et activités de services administratifs et de soutien | 14      | 17,5 %  | (14,1 %)    |
| Administration publique, enseignement, santé humaine et action sociale                                    | 5       | 6,3 %   | (13,6 %)    |
| Autres activités de services                                                                              | 6       | 7,5 %   | (9,3 %)     |

Le secteur du commerce de gros et de détail, des transports, de l'hébergement et de la restauration est prépondérant sur la commune puisqu'il représente 35 % du nombre total d'établissements de la commune (28 sur les 80 entreprises implantées  à Laguépie), contre 29,7 % au niveau départemental.

#### Entreprises et commerces
Les cinq entreprises ayant leur siège social sur le territoire communal qui génèrent le plus de chiffre d'affaires en 2020 sont : 
- Societe Annic, fabrication de chaussures (24 375 k€) ;
- SARL Concept Sur Mesure, ingénierie, études techniques (934 k€) ;
- SARL Societe Philippe Et Fils, production d'électricité (852 k€) ;
- Sicep, ingénierie, études techniques (528 k€) ;
- SARL Le Moulin De Contillou, production d'électricité (79 k€).

### Agriculture
|               | 1988 | 2000 | 2010 | 2020 |
| ------------- | ---- | ---- | ---- | ---- |
| Exploitations | 25   | 11   | 10   | 9    |
| SAU (ha)      | 540  | 601  | 587  | 619  |

La commune est dans le Rouergue, une petite région agricole située dans le nord-est  du département de Tarn-et-Garonne. En 2020, l'orientation technico-économique de l'agriculture  sur la commune est l'élevage bovin, orientation mixte lait et viande. Neuf exploitations agricoles ayant leur siège dans la commune sont dénombrées lors du recensement agricole de 2020 (25 en 1988). La superficie agricole utilisée est de 619 ha,,.

## Culture locale et patrimoine

### Lieux et monuments
- Église de la Nativité-de-Notre-Dame de Puech-Mignon. L'édifice a été inscrit au titre des monuments historiques en 1997[59].
- Église de la Nativité-de-Notre-Dame de Lez. L'édifice est référencé dans la base Mérimée et à l'Inventaire général Région Occitanie[60]. Plusieurs objets sont référencés dans la base Palissy[60].
- Église Saint-Amans de Laguépie. L'édifice est référencé dans la base Mérimée et à l'Inventaire général Région Occitanie[61]. Plusieurs objets sont référencés dans la base Palissy[61].

### Personnalités liées à la commune
- Hugues Colomb, maître-chirurgien à Laguépie, décédé en 1619 à Rieupeyroux (époux de Jeanne Frespuech native de Najac), ancêtre d'une lignée de médecins et apothicaires établis à Montbazens puis Rodez au XVIIIe siècle. En 1409 et jusqu'en 1469, on connaît à La Guépie des maîtres-verriers du nom de COLOMB, Jean en 1409, Pierre en 1424. Ils établissent, en 1469, une verrerie à Lacapelle-Marival dans le Lot[62],[63].
- Andrée Marty-Capgras (1898-1963), enseignante, journaliste et femme politique, née à Laguépie.
- Didier Bienaimé (1961-2004), acteur, mort à Laguépie.

### Héraldique
| Blason de Laguépie | Blason  | D'or à une fasce d'azur                          |
| Blason de Laguépie | Détails | Le statut officiel du blason reste à déterminer. |

## Pour approfondir